# Mathias Durand-Reynaldo
Mathias Durand-Reynaldo alias Coccinella (* 23. Dezember 1975 in Le Havre) ist ein französischer Bildhauer, Maler, Modeschöpfer und Aktivist. Seine Arbeiten aus recycelten Materialien sind figurativ und hyper-realistisch. Sie protestieren gegen die zügellose Urbanisierung und einen Mangel an Bürgerbewusstsein und Umweltbewusstsein.

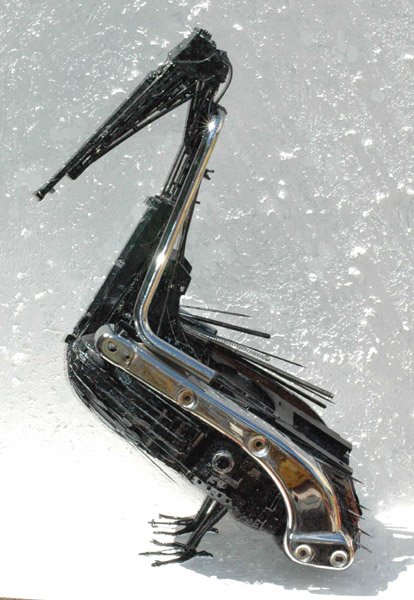
Acrylbild United Pelican Nations

## Biographie
Er ist Schüler des Künstlers Jacques Lélut und Begleiter der Designerin Sylvie Camicas von 1998 bis 2003
und lebt heute auf St. Martin (Insel) in der Karibik.

## Werke
- Fat Free - Acrylic on Fruit canvas
- Arab Spring - The Dream Team, Acrylic on canvas
- La carte et le territoire
- The shopping bag, Rock Collection, Acrylic on canvas
- Un couple presidentiel, Acrylic on canvas
- Electro - Pope, Acrylic on canvas

## Porträt „Das Präsidentenpaar“ und die Festnahme im Louvre
Am 26. März 2010 ging Mathias Durand-Reynaldo auf den Straßen von Paris spazieren, mit ausgestreckten Händen das Porträt von Nicolas Sarkozy und von Carla Bruni-Sarkozy haltend. Zusammen mit einem Begleiter der die Geschehnisse filmt um die Reaktionen der Passanten festzuhalten.
Dieses zwei Meter große Acrylbild unter dem Namen „Das Präsidentenpaar“ ist im Realismus-Stil gemalt. Dieses Porträt ist die Nachahmung eines Werkes von Jacques-Louis David. Nicolas Sarkozy ist als Napoleon Bonaparte mit einem Kercher Hochdruckreiniger in der Hand dargestellt.
In einem Knopfloch der Napoleon Offizierjacke hängt eine Sonnenbrille der Marke Rayban. Am Jackettsaum hängt ein Schlüsselbund in der Gestalt von Mickey Mouse. Im Hintergrund sehen wir eine Bibliothek und die französischen und europäischen Flaggen. Carla Bruni-Sarkozy steht etwas hinten auf der rechten Seite des Gemäldes. Nur ihr Gesicht, eine Schulter, Unterarm und eine Hand sind gezeichnet, was nahelegt, dass sie nackt ist, weil keine Kleidung sichtbar ist. Nachdem er sein Gemälde am Eingang des Salon du Livre präsentiert hat, betritt Mathias Durand-Reynaldo den quadratischen Hof des Louvre. Auf der Höhe der Pyramide angekommen, wird er vom Sicherheitsdienst angehalten, der ihn anweist, sein Gemälde unter einem Laken zu verstecken und das Territorium des Museums zu verlassen. Außerdem ist die Berichterstattung untersagt und er muss die Kamera ausschalten. Sie werden ein zweites Mal von Zivilbeamten in der Rue de Rivoli befragt werden. Diese Ereignisse werden vom Historiker der Kunst Tjerri Salwatje, und dann von der Schriftstellerin Mari Darjessek später beschrieben, die ihm den Artikel unter dem Namen „Beleidigung der Majestät?“ in der Zeitschrift Beaux Arts Magazine [4] gewidmet hat. Sie hat den Maler scharfsinnig, und den Stil seines Bildes halb pompös, halb tabloid beschrieben.

## Wahlen zum Senat 2008
Am 9. September 2008 hat Mathias Durand-Reynaldo die Kandidatur für die Wahlen in den französischen Senat auf St. Martin (Insel) [5] offiziell vorgebracht. Einige hielten diesen Schritt für die künstlerische Performance, andere als – die radikale Provokation. Im Wahlkampf fordert er die Werte des kulturellen und natürlichen Erbes zu beschützen. Er hat eine ungewöhnliche Wahlkampagne durchgeführt und gab viele Interviews in den karibischen Medien. Entgegen der menschlichen, kulturellen und ökologischen Entwicklung begann er eine ungewöhnliche Kampagne, bei der einige Zähne knirschten. Er zögert nicht, ein Foto von ihm teilweise nackt als offizielles Porträt zu verwenden. Mit seiner skandalösen Popularität machte er in der karibischen Presse lautstark Aussagen. Am 18. September kündigte er in der Zeitung France-Antilles seine Absicht an, die Wählerschaft zu bestechen und versprach, auf Senats-Zahlungen zu verzichten und sie den Wählern zurückzugeben, wenn er zum Senator gewählt würde. Am 20. September ist er bei einer Pressemitteilung bei RFO (Réseau France outre-mer ist eine Rundfunkanstalt für die Überseeterritorien Frankreichs) auf einem Fahrrad, bekleidet mit einem rosa Pelzmantel, erschienen. Er verkündigte, dass das Amt des Senators nicht nötig ist. Es wäre besser das Team zu motivieren, dass bereits in diesem Bereich tätig ist. Seine politisch unkorrekte Rede unterstreicht nur, was die öffentliche Meinung für diese Wahl hält, bei der alles vorherbestimmt ist. Mathias Durand-Reynaldos politischen Erklärungen mit vielen Lösungen für viele Probleme wurden eine Woche vor den Wahlen in den Ausgaben, The Daily Herald und in der Weeks veröffentlicht. Dies hat den Maler eine große Popularität geschafft und hat andere Kandidaten gestärkt, die ökologischen und sozialen Probleme, sowie den Verlust der kulturellen Identität der Insel St. Martin (Insel) zu beachten.